# Mouvement désaliéniste
 (mai 2024).
Le mouvement désaliéniste est un courant de réformes dans le domaine de la santé mentale et de la psychiatrie apparu en France dans les années 1960.
Ce mouvement, soutenu par le docteur Lucien Bonnafé, est parallèle au mouvement de l'antipsychiatrie. Il s'est développé autour d'infirmiers de secteur psychiatrique et de psychiatres en réaction à une vision carcérale et asilaire de l'hospitalisation des personnes en psychiatrie.
Ce mouvement est devenu un courant de pensée de nombreux professionnels, corroborant le développement de la psychiatrie de secteur.

### Documents externes
- L'analyse des secteurs psychiatriques français : quels enseignements sur la base de données de santé publique